# Eemshaven

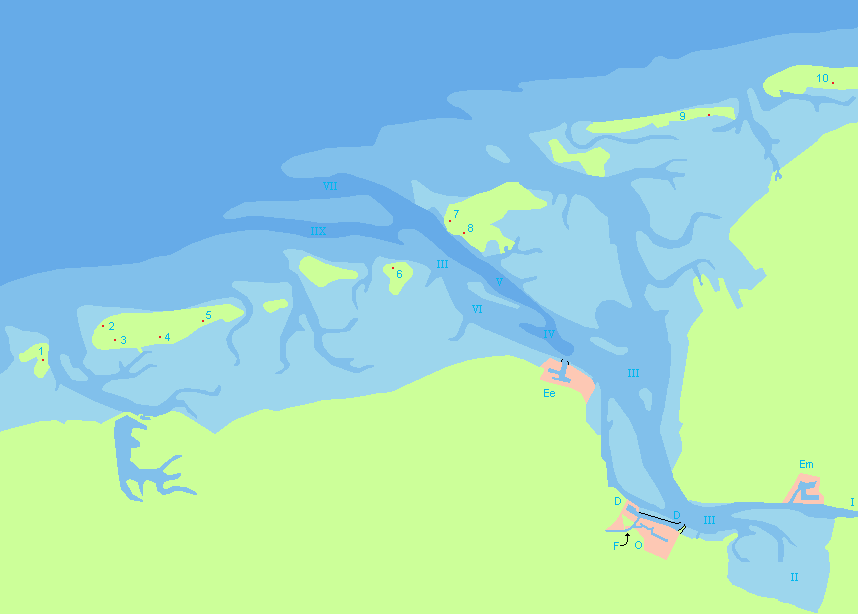
Ems-Mündungsgebiet, „Ee“ bezeichnet Eemshaven

Eemshaven ist ein Seehafen im Nordosten der Niederlande.
Der Hafen gehört zur Gemeinde Het Hogeland (bis 2018 Eemsmond) und liegt in der Provinz Groningen an der südwestlichen Seite der Emsmündung.

## Geographie

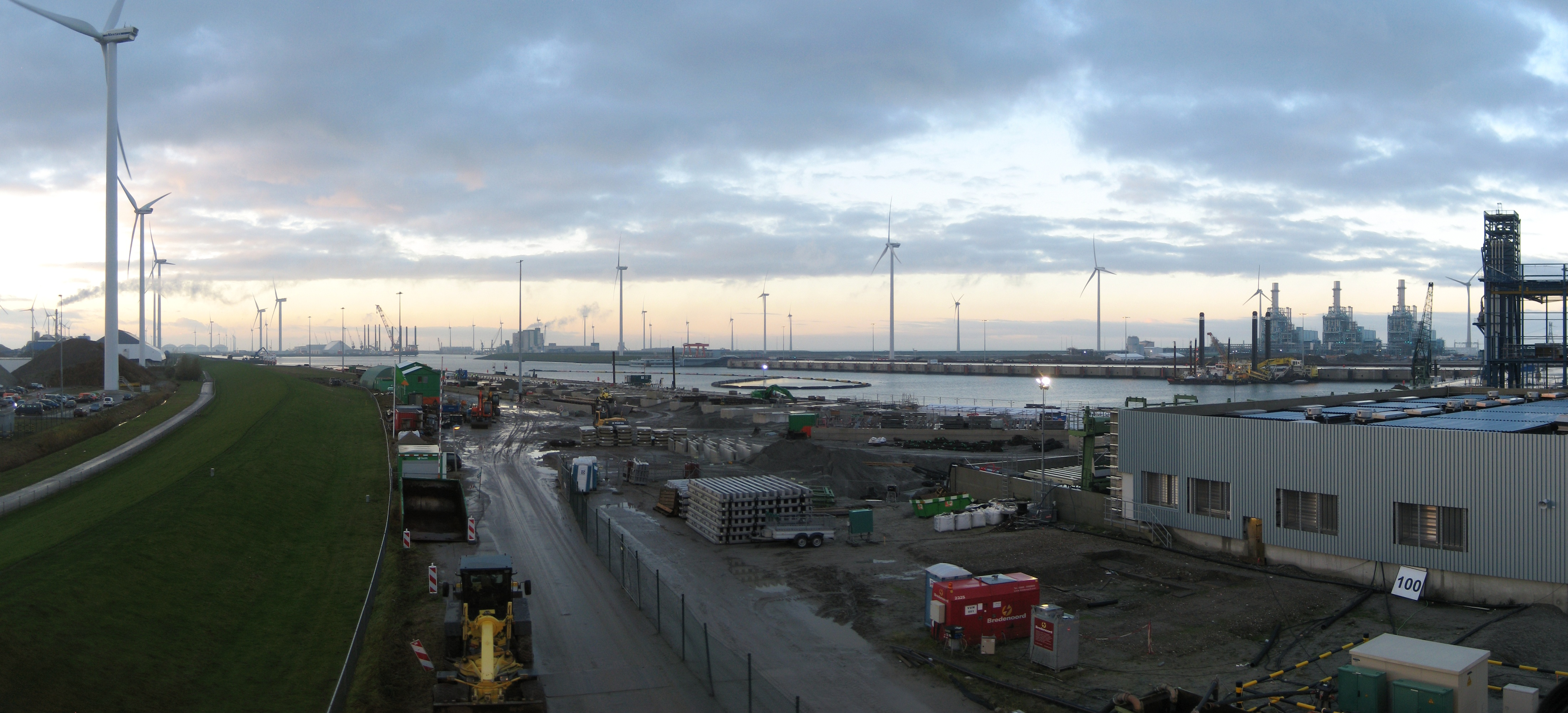
Im Vordergrund der verlängerte Wilhelminahaven (2012)

Der Güter- und Fährhafen liegt an der Emsmündung in der Wattenmeerregion der südlichen Nordsee gegenüber der ostfriesischen Gemeinde Krummhörn und südlich der Insel Borkum.
Die Zufahrt von See bzw. aus der Ems erfolgt über den Doekegatkanaal (im Fahrwasser 13,3 Meter Wasser über Seekartennull) vom Doekegat (Dukegat). Ein Lotsendienst wird angeboten (Eemshaven Pilot). Die Organisation des Hafens liegt bei Groningen Seaports.

## Verkehr
Der Hafen besitzt sowohl einen Bahnanschluss für den Güter- als auch Personenverkehr in Verlängerung der Bahnstrecke Sauwerd–Roodeschool und wird durch den Rijksweg N46 mit der gut 30 Kilometer südwestlich gelegenen Provinzhauptstadt Groningen sowie über den Rijksweg N33 mit der 20 Kilometer südöstlich gelegenen Hafenstadt Delfzijl verbunden.
Eemshaven dient auch als Fährhafen. Die Reederei AG Ems führt von hier mehrmals täglich Fahrten zur deutschen Insel Borkum durch. Die Fahrzeit mit der Fähre bis Borkum beträgt ca. 50 Minuten. Zudem gab es eine dreimal wöchentliche Verbindung mit der RoPax-Fähre Romantika der Holland-Norway-Line ins norwegische Kristiansand. Seit dem 1. Juni 2023 wurde die Route von Emden aus bedient, kurz danach aber wegen Insolvenz eingestellt.

## Geschichte
Der Bau des Hafens begann Anfang der 1970er Jahre auf dem Gelände eines neu eingedeichten Polders; am 7. Juni 1973 wurden die Anlagen eröffnet. Der Hafen besteht mittlerweile aus vier Hafenbecken:
- Julianahaven (11,6–14,6 m Wasser über Seekartennull)
- Emmahaven (7,1–8,1 m)
- Wilhelminahaven (13,3–15,5 m)
- Beatrixhaven (7,1–8,6 m, seit 2015: bis 10,5 m)

Der Wilhelminahaven wurde 2011 nach Osten verlängert. Der 2008 durch Königin Beatrix in Betrieb genommene Beatrixhaven wurde 2014/2015 erweitert. Nördlich des Wilhelminahavens sollte ein weiteres Hafenbecken für ein LNG-Terminal entstehen, das aus Rentabilitätsgründen bisher nicht gebaut wurde, jedoch weiterhin in Planung ist. Die Zufahrt von der Ems zu den Hafenbecken wird Doekegat Kanaal genannt, dessen Fahrwasser wurde im Jahr 2015 auf 13,3 Meter vertieft.

## Wirtschaft
Eemshaven dient neben der Funktion als Güter- und Umschlaghafen für verschiedene Betriebe (z. B. Wagenborg, Holland Malt, Orange Blue) auch als Ausrüstungshafen für die bei der Meyer-Werft in Papenburg an der Ems gebauten Kreuzfahrtschiffe.
Anlagen für die Sportschifffahrt gibt es in Eemshaven nicht.
Umschlagzahlen im Seeverkehr
| in 1000 Tonnen | 2003 | 2004 | 2005  | 2006  | 2007  | 2008  | 2009  | 2010  | 2011  | 2012  | 2013  |
| -------------- | ---- | ---- | ----- | ----- | ----- | ----- | ----- | ----- | ----- | ----- | ----- |
| Gesamtumschlag | 729  | 617  | 1.143 | 1.584 | 1.743 | 2.187 | 2.016 | 2.755 | 2.527 | 3.444 | 2.052 |

Der Suchmaschinenkonzern Google Inc. nutzt in Eemshaven eines der größten Datenzentren in Europa. Es wird von der Firma TCN betrieben.

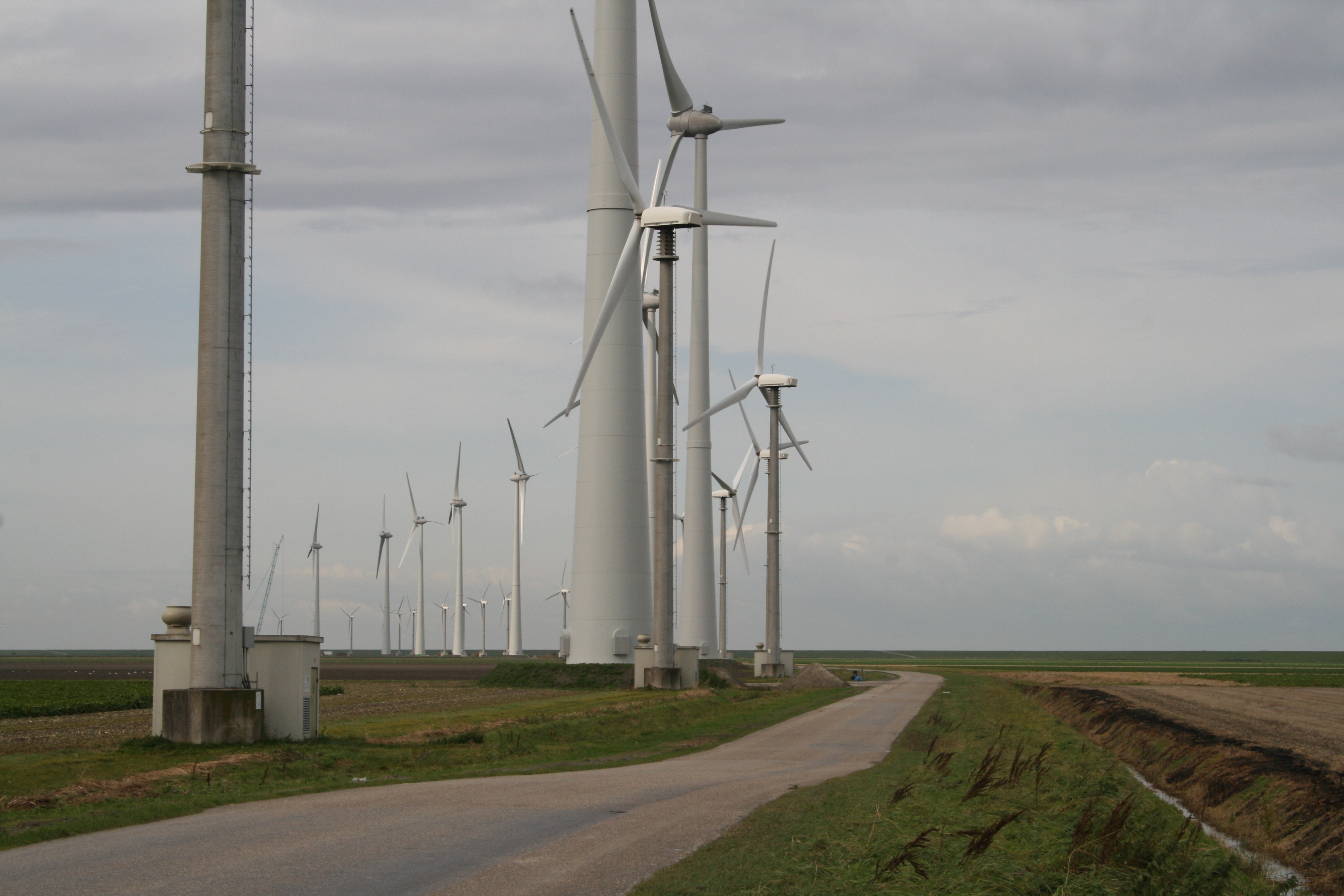
Die alten und die neuen großen Windenergieanlagen des Windparks Westereems standen für kurze Zeit zusammen

### Energiewirtschaft
Eemshaven spielt eine wichtige Rolle in der niederländischen Energieversorgung:
Die Hochspannungs-Gleichstrom-Übertragung-Leitung NorNed verbindet das norwegische und niederländische Stromnetz. In Eemshaven befindet sich die Konverterstation für das 580 km lange Seekabel.
Das Hafengebiet wird seit den 1990er Jahren auch als Standort für Windenergieanlagen genutzt. Dazu zählt der Windpark Westereems. Im Rahmen von Repowering wurden und werden ältere Anlagen durch leistungsstärkere ersetzt.
Das belgische Energieversorgungsunternehmen Engie Electrabel betreibt im Osten von Eemshaven seit 1977 das Gas-und-Dampf-Kombikraftwerk Eemscentrale.
Das niederländische Energieversorgungsunternehmen Nuon betreibt seit 2013 das GuD-Kraftwerk Magnum.
Das deutsche Energieversorgungsunternehmen RWE begann 2009 den Bau eines neuen Kohlekraftwerks, des Kraftwerks Eemshaven (RWE) mit einer Nettoleistung von ca. 1560 MW, das 2013 den Betrieb aufnehmen sollte. Im Sommer 2011 wurde diesem Kraftwerk aufgrund befürchteter negativer Auswirkungen auf das Wattenmeer sowie die ostfriesischen Inseln zunächst die Baugenehmigung entzogen. Eine Revision der Entscheidung des Staatsrats ist nicht möglich, jedoch bestand die Möglichkeit, die Genehmigungen für das Kraftwerk erneut zu beantragen. Allerdings kündigte wenige Tage später Wirtschaftsminister Maxime Verhagen an, dass die fehlenden Genehmigungen noch erteilt werden könnten und damit das Kraftwerk weitergebaut werden dürfe. Im Juni 2012 wurde die Baugenehmigung schließlich erneut erteilt.
Eemshaven dient Firmen der Offshore-Windenergie als Bau-, Lager- und Basis-Hafen für Offshore-Windenergieanlagen. So wurden inzwischen 16 Offshore-Windparks über Eemshaven errichtet. Außerdem dient Eemshaven als Wartungs- und Servicestützpunkt für die Windparks Gemini, Veja Mate, Merkur und Deutsche Bucht (insgesamt 316 Anlagen, Stand September 2019). Zur Unterstützung wurde 2019 ein Hubschrauberlandeplatz eröffnet.
Ministerpräsident Mark Rutte brachte 2021 im Wahlkampf Eemshaven als möglichen Standort für ein neu zu bauendes niederländisches Kernkraftwerk ins Gespräch. Rob Jetten (Partei D66), Minister für Klima und Energie, schrieb im Dezember 2022 dem Parlament, Eemshaven werde „nicht mehr erwogen“.